# Katedra św. Antoniego w Bredzie
Katedra św. Antoniego w Bredzie (niderl. Sint-Antoniuskathedraal (Breda)) - główna świątynia rzymskokatolickiej diecezji bredzkiej, znajdująca się w Bredzie, w Holandii, przy ulicy Sin Janstraat.

## Historia
Od 1853 była katedrą diecezji bredzkiej. W 1875 nową katedrą został kościół św. Barbary. Od 7 stycznia 2001 kościół św. Antoniego ponownie nosi godność katedry

## Architektura
Świątynia została wybudowana w 1837 w stylu neoklasycystycznym według projektu architekta Pieta Huysersa. Architekt projektując katedrę, wzorował się na rzymskim Koloseum. Kościół posiada nawę główną, dwie nawy boczne oraz apsydę. Plan świątyni jest wzorowany na bazylice rzymskiej.